# Nadja Jnglin-Kamer
Nadja Jnglin-Kamer (ur. 23 lipca 1986 w Schwyz) – szwajcarska narciarka alpejska, specjalizująca się w konkurencjach szybkościowych.

## Kariera
Na arenie międzynarodowej Nadja Kamer po raz pierwszy pojawiła się 13 grudnia 2001 roku w Zermatt, gdzie w zawodach FIS Race w gigancie zajęła 62. miejsce. W 2004 roku wystartowała na mistrzostwach świata juniorów w Mariborze, gdzie była między innymi czwarta w zjeździe i piąta w supergigancie.
W zawodach Pucharu Świata zadebiutowała 7 stycznia 2005 roku w Santa Caterina, zajmując 36. miejsce w zjeździe. Pierwsze pucharowe punkty wywalczyła 20 stycznia 2008 roku w Cortina d’Ampezzo, gdzie zajęła 25. miejsce w supergigancie. Na podium zawodów tego cyklu po raz pierwszy stanęła 9 stycznia 2010 roku w Haus, kończąc bieg zjazdowy na drugiej pozycji. W zawodach tych rozdzieliła na podium Lindsey Vonn z USA oraz Francuzkę Ingrid Jacquemod. W kolejnych latach kilkukrotnie stawała na podium, jednak nigdy nie zwyciężyła. Najlepsze wyniki osiągała w sezonie 2009/2010, kiedy zajęła siedemnaste miejsce w klasyfikacji generalnej, a w klasyfikacji zjazdu była piąta.
W 2010 roku wystartowała na igrzyskach olimpijskich w Vancouver, gdzie jej najlepszym wynikiem było 19. miejsce w zjeździe. Rok później była trzynasta w supergigancie i czternasta w zjeździe podczas mistrzostw świata w Garmisch-Partenkirchen. Na mistrzostwach świata w Schladming w 2013 roku zajęła czwarte miejsce w zjeździe, przegrywając walkę o medal z Niemką Marią Höfl-Riesch o 0,04 sekundy. Brała także udział w rozgrywanych dwa lata później mistrzostwach świata w Vail/Beaver Creek, gdzie zjazd ukończyła na siódmej pozycji.

## Osiągnięcia

### Igrzyska olimpijskie
| Miejsce | Dzień     | Rok  | Miejscowość | Konkurencja     | Czas biegu  | Strata  | Zwyciężczyni       |
| ------- | --------- | ---- | ----------- | --------------- | ----------- | ------- | ------------------ |
| 19.     | 17 lutego | 2010 | Vancouver   | Zjazd           | 1:44,19 min | +3,95 s | Lindsey Vonn       |
| DNF1    | 18 lutego | 2010 | Vancouver   | Superkombinacja | 2:09,14 min | -       | Maria Riesch       |
| DNF1    | 20 lutego | 2010 | Vancouver   | Supergigant     | 1:20,14 min | -       | Andrea Fischbacher |

### Mistrzostwa świata
| Miejsce | Dzień     | Rok  | Miejscowość       | Konkurencja     | Czas biegu  | Strata  | Zwyciężczyni      |
| ------- | --------- | ---- | ----------------- | --------------- | ----------- | ------- | ----------------- |
| 13.     | 8 lutego  | 2011 | Ga-Pa             | Supergigant     | 1:23,82 min | +1,54 s | Elisabeth Görgl   |
| 14.     | 13 lutego | 2011 | Ga-Pa             | Zjazd           | 1:47,24 min | +1,95 s | Elisabeth Görgl   |
| DNS2    | 8 lutego  | 2013 | Schladming        | Superkombinacja | 2:39,92 min | -       | Maria Höfl-Riesch |
| 4.      | 10 lutego | 2013 | Schladming        | Zjazd           | 1:50,00 min | +0,74 s | Marion Rolland    |
| 7.      | 6 lutego  | 2015 | Vail/Beaver Creek | Zjazd           | 1:45,89 min | +1,08 s | Tina Maze         |

### Mistrzostwa świata juniorów
| Miejsce | Dzień     | Rok  | Miejscowość | Konkurencja | Czas biegu  | Strata  | Zwyciężczyni   |
| ------- | --------- | ---- | ----------- | ----------- | ----------- | ------- | -------------- |
| 4.      | 10 lutego | 2004 | Maribor     | Zjazd       | 1:12,23 min | +0,75 s | Maria Riesch   |
| 5.      | 12 lutego | 2004 | Maribor     | Supergigant | 1:26,79 min | +0,24 s | Nadia Fanchini |
| DNF2    | 13 lutego | 2004 | Maribor     | Gigant      | 2:21,39 min | -       | Maria Riesch   |

### Puchar Świata

#### Miejsca w klasyfikacji generalnej
- sezon 2007/2008: 94.
- sezon 2008/2009: 35.
- sezon 2009/2010: 17.
- sezon 2010/2011: 27.
- sezon 2011/2012: 52.
- sezon 2012/2013: 43.
- sezon 2013/2014: 55.
- sezon 2014/2015: 73.

#### Miejsca na podium w zawodach
1. Haus – 9 stycznia 2010 (zjazd) – 2. miejsce
2. Cortina d’Ampezzo – 23 stycznia 2010 (zjazd) – 3. miejsce
3. Val d’Isère – 18 grudnia 2010 (zjazd) – 2. miejsce
4. Ga-Pa – 4 lutego 2012 (zjazd) – 2. miejsce
5. Val d’Isère   – 14 grudnia 2012 (zjazd) – 3. miejsce